# Life Unexpected – Plötzlich Familie
Life Unexpected ist eine US-amerikanische Drama-Serie, deren zwei Staffeln  von 2010 bis 2011 auf dem Fernsehsender The CW ausgestrahlt wurden. Die Serie richtet sich, wie der Sender, an ein junges Publikum zwischen 18 und 34 Jahren.

## Handlung
Die Serie handelt von der 16-jährigen Lux, welche ihr ganzes Leben in Pflegefamilien verbracht hat. Aufgrund von Herzproblemen im Kindesalter wurde sie nie adoptiert. Im Alter von 15 Jahren beschließt sie ihre leiblichen Eltern aufzusuchen, um deren Unterschriften zu erhalten, damit sie als Minderjährige allein leben darf. Als sie ihren leiblichen Vater Nathaniel „Baze“ Bazile, den Besitzer einer Bar findet, erfährt dieser erst von Lux, dass er eine Tochter hat. Er bringt sie zu Catherine „Cate“ Cassidy, mit der er beim Winterball einen One-Night-Stand hatte. Cate ist die leibliche Mutter von Lux und Teil des Moderatorenduos „Cate & Ryan“ in der Morgensendung eines bekannten Radiosenders in Portland. Ryan ist zudem ihr Verlobter. Cate wurde nach dem One-Night-Stand mit Baze im Alter von 16 Jahren schwanger und gab Lux zur Adoption frei, weil sie der Meinung war, dass es Lux in einer Pflegefamilie besser ergehen würde. Cate entwickelt schnell Gefühle für Lux und auch Baze möchte sich um Lux kümmern. Das Gericht entscheidet, dass Cate und Baze das vorläufige, gemeinsame Sorgerecht erhalten, wobei Lux, aufgrund der besseren Lebensverhältnisse, bei Cate wohnen darf. Lux hat jedoch Probleme damit Cate zu verzeihen, dass sie ihr Baby damals weggab und so haben die beiden es manchmal ziemlich schwer. Dazu kommt, dass Cate sich ihrer Gefühle zu Ryan und Baze nicht sicher ist. Dies macht Ryan eifersüchtig, da er glaubt Cate wäre noch in Baze verliebt. Als Baze klar wird, dass er Cate noch liebt will er ihre Hochzeit stürmen, doch er kommt zu spät und sieht mit an wie Cate sich für Ryan entscheidet.
In der zweiten Staffel trennt sich Lux von ihrem Freund und verbringt einen schönen Tag mit Eric, der, wie sich später herausstellt, ihr neuer Englischlehrer ist. Die beiden verlieben sich ineinander, ohne zu wissen, mit wem sie es zu tun haben. Bei dem sonst so harmonischen Paar Ryan und Cate kriselt es, da Cate ihren Job als Co-Moderatorin in der gemeinsamen Show verliert. Außerdem taucht Ryans Ex-Freundin auf, die, wie sich später rausstellt, von Ryan schwanger ist. Lux und Eric kämpfen gegen ihre Gefühle, was sich als schwierig erweist, da Lux eine Englischschwäche hat und Eric ihr Mentor ist. Die beiden haben schließlich eine geheime Beziehung. „Tash“, Lux’ beste Freundin, bekommt von Ryan und Cate – welche sich bereit erklären ihr Vormund zu werden – eine eigene Wohnung, in der die heimlichen Treffen zwischen Eric und Lux stattfinden. Baze und Cate finden jedoch von der Beziehung der beiden heraus und verbieten es Lux, Eric wiederzusehen. Dieser verlässt die Stadt. Tash kommt außerdem mit Jones zusammen, einem Jungen, der in der ersten Staffel auf Lux stand. Als Ryans Schwester zu Besuch kommt, schläft Baze mit ihr, ohne zu wissen, wen er vor sich hat, woraufhin durch ein Versehen die Bar abbrennt. Baze, der kein Geld hat, die Bar neu aufzubauen, sucht sich einen neuen Job in der Firma seines Vaters. Dort verliebt er sich in seine Chefin, mit der er später zusammenkommt. Außerdem beginnt er die Basketballmannschaft der Schule zu trainieren, in der Lux und Tash spielen. In der finalen Folge findet ein Zeitsprung von zwei Jahren statt. Hier sieht man, wie Lux die Abschlussrede hält. Man sieht, dass Ryans Ex mit dem Baby sich zu Cate, Ryan, Baze, Math und Cates schwangerer bester Freundin setzt. Auch Tash und Jones sitzen nebeneinander. Als Lux ihre Rede beendet und alle ihren Abschluss haben, rennt sie auf Jones zu und küsst ihn. Danach umarmt sie Tash und alle gratulieren ihr. Daraufhin fragt Lux nach ihrer 'Mom' und ihrem 'Dad'. Erst zum Schluss stellt sich heraus, dass Cate und Baze endlich zueinandergefunden haben, während Ryan wieder mit seiner Ex-Freundin zusammen ist.

## Entstehung & Veröffentlichung
| Figur                     | Darsteller         | Deutscher Sprecher   |
| ------------------------- | ------------------ | -------------------- |
| Lux Cassidy               | Britt Robertson    | Yvonne Greitzke      |
| Catherine „Cate“ Cassidy  | Shiri Appleby      | Manja Doering        |
| Nathaniel „Baze“ Bazile   | Kristoffer Polaha  | Peter Lontzek        |
| Matthew „Math“ Rogers     | Austin Basis       | Bernhard Völger      |
| Ryan Thomas               | Kerr Smith         | Nico Sablik          |
| Jones Mager               | Austin Butler      | Till Völger          |
| Alice                     | Erin Karpluk       | Judith Brandt        |
| Jamie                     | Reggie Austin      | Christoph Banken     |
| Natasha „Tash“ Siviac     | Ksenia Solo        | Giovanna Winterfeldt |
| Eric Daniels (St. 2)      | Shaun Sipos        | Daniel Montoya       |
| Emma Bradshaw (St. 2)     | Emma Caulfield     | Dascha Lehmann       |
| Paige Thomas (St. 2)      | Arielle Kebbel     | Uschi Hugo           |
| Valerie Gilbert (St. 2)   | Sarah-Jane Redmond | Sabine Jaeger        |
| Julia (St. 2)             | Jaime Ray Newman   | Nadine Pasta         |
| Haley James-Scott (St. 2) | Bethany Joy Lenz   | Magdalena Turba      |
| Mia Catalano (St. 2)      | Kate Voegele       | Josephine Schmidt    |
| Sam Bradshaw (St. 2)      | Landon Liboiron    | Julius Jellinek      |

Die Serie, die hauptsächlich in Portland spielt, wurde aus Kosten- und Organisationsgründen in Vancouver in Kanada gedreht. Am 4. November 2010 gab The CW die Absetzung bekannt. In Folge 18 Das Musikfestival gibt es ein Crossover: Mia Catalano (Kate Voegele) und Haley James-Scott (Bethany Joy Lenz) aus One Tree Hill treten bei einem Musikfestival in Portland auf.
Die erste Staffel, die in den USA vom 18. Januar bis zum 12. April 2010 auf dem Sender The CW ausgestrahlt wurde, verfolgten durchschnittlich etwa zwei Millionen Zuschauer. Die zweite Staffel wurde vom 14. September 2010 bis zum 18. Januar 2011 auf dem Sender ausgestrahlt. Ihr folgten etwa 1,5 Millionen Zuschauer. In Deutschland wurde die erste Staffel der Serie zwischen dem 4. Januar 2011 und dem 29. März 2011 auf sixx ausgestrahlt. Die Ausstrahlung der zweiten Staffel fand zwischen dem 23. April 2012 und dem 23. Juli 2012 statt.
Die ersten beiden produzierten Staffeln, sollten am 5. April 2011 auf einer DVD-Box mit dem Namen „Life Unexpected: The Complete Series“ erscheinen. Diesen Plan änderte das Produktionsstudio am 24. Dezember 2010 und nannte sie in „Life Unexpected: The Complete First & Second Seasons“ um. Am 2. Dezember 2011 erschien die erste Staffel der Serie auch in Deutschland und Österreich auf DVD.
| #         | Originaltitel         | Deutscher Titel              | Premiere (CW) | Dt. Premiere (sixx) |
| Staffel 1 | Staffel 1             | Staffel 1                    | Staffel 1     | Staffel 1           |
| --------- | --------------------- | ---------------------------- | ------------- | ------------------- |
| 1         | Pilot                 | Plötzlich Familie            | 18. Jan. 2010 | 4. Jan. 2011        |
| 2         | Home Inspected        | Hausbesuch                   | 25. Jan. 2010 | 11. Jan. 2011       |
| 3         | Rent Uncollected      | Familienessen                | 1. Feb. 2010  | 18. Jan. 2011       |
| 4         | Bong Intercepted      | Der Wunschzettel             | 8. Feb. 2010  | 25. Jan. 2011       |
| 5         | Turtle Undefeated     | Schildkrötenrennen           | 15. Feb. 2010 | 1. Feb. 2011        |
| 6         | Truth Unrevealed      | Halbe Wahrheiten             | 22. Feb. 2010 | 8. Feb. 2011        |
| 7         | Crisis Unaverted      | Die Krise ist unabwendbar    | 1. März 2010  | 15. Feb. 2011       |
| 8         | Bride Unbridled       | Die Brautschau               | 8. März 2010  | 22. Feb. 2011       |
| 9         | Formal Reformed       | Alte Feinde, neue Freunde    | 15. März 2010 | 1. März 2011        |
| 10        | Family Therapized     | Familientherapie             | 22. März 2010 | 8. März 2011        |
| 11        | Storm Weathered       | Stürmische Nacht             | 29. März 2010 | 15. März 2011       |
| 12        | Father Unfigured      | Vaterfigur                   | 5. Apr. 2010  | 22. März 2011       |
| 13        | Love Unexpected       | Plötzliche Liebe             | 12. Apr. 2010 | 29. März 2011       |
| Staffel 2 |                       |                              |               |                     |
| 14        | Ocean Uncharted       | Ausflug zum Meer             | 14. Sep. 2010 | 23. Apr. 2012       |
| 15        | Parent’s Unemployed   | Große Erwartungen            | 21. Sep. 2010 | 30. Apr. 2012       |
| 16        | Criminal Incriminated | Verdächtigungen              | 28. Sep. 2010 | 7. Mai 2012         |
| 17        | Team Rebounded        | Teamgeist                    | 5. Okt. 2010  | 14. Mai 2012        |
| 18        | Music Faced           | Das Musikfestival            | 12. Okt. 2010 | 21. Mai 2012        |
| 19        | Honeymoon Interrupted | Das Ende der Flitterwochen   | 19. Okt. 2010 | 4. Juni 2012        |
| 20        | Camp Grounded         | Der Campingausflug           | 2. Nov. 2010  | 11. Juni 2012       |
| 21        | Plumber Cracked       | Ehrlichkeitsübung            | 9. Nov. 2010  | 18. Juni 2012       |
| 22        | Homecoming Crashed    | Lügen über Lügen             | 16. Nov. 2010 | 25. Juni 2012       |
| 23        | Thanks Ungiven        | Spiel mit dem Feuer          | 30. Nov. 2010 | 2. Juli 2012        |
| 24        | Stand Taken           | Die Wahrheit kommt ans Licht | 7. Dez. 2010  | 9. Juli 2012        |
| 25        | Teacher Schooled      | Aufgeflogen                  | 18. Jan. 2011 | 16. Juli 2012       |
| 26        | Affair Rem.ed         | Alte Wunden, neue Wege       | 18. Jan. 2011 | 23. Juli 2012       |